# Dansk Aritmetisk Sekvenskalkulator

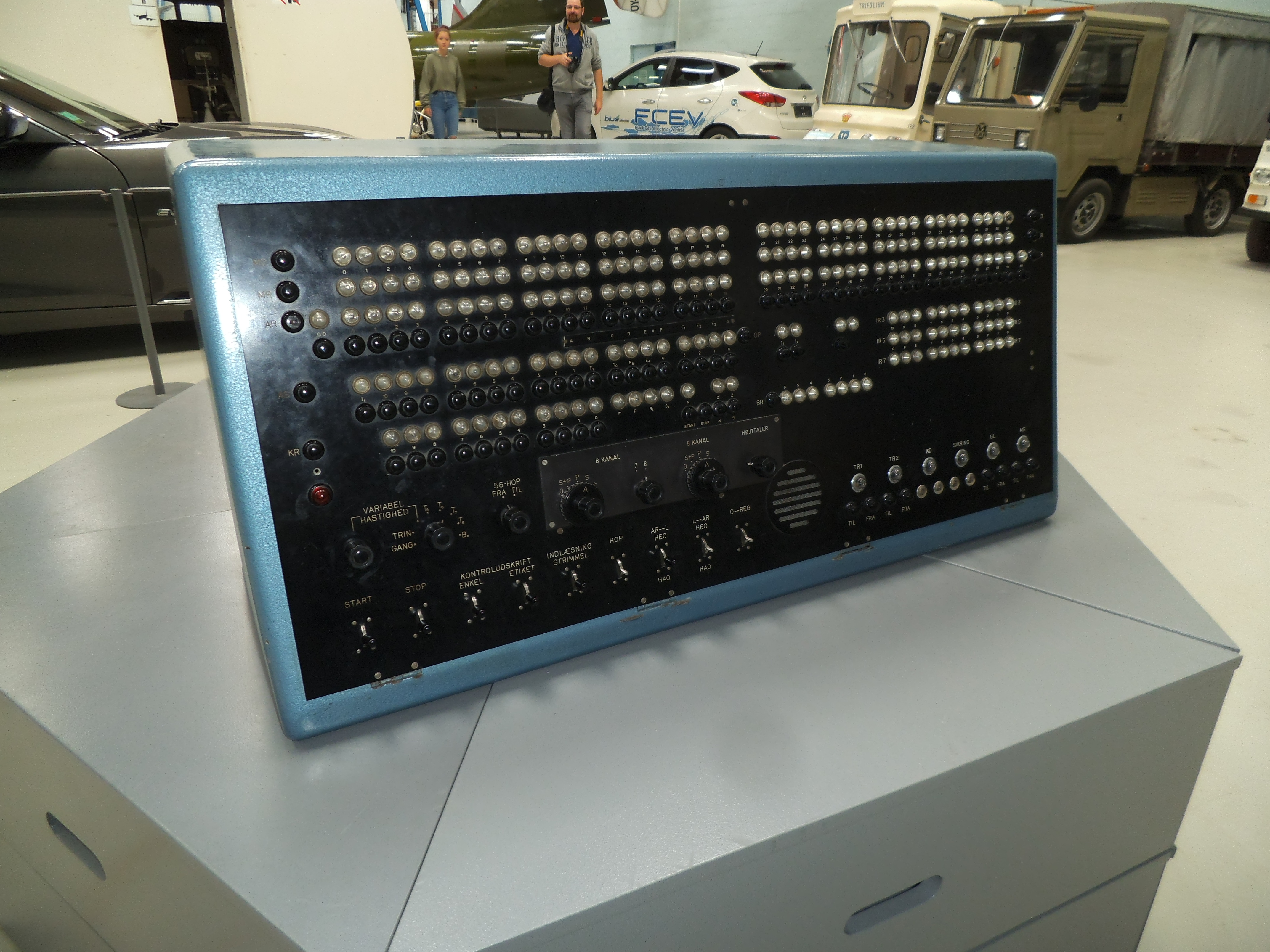
Kontrollbordet till DASK, på Danmarks Tekniske Museum.

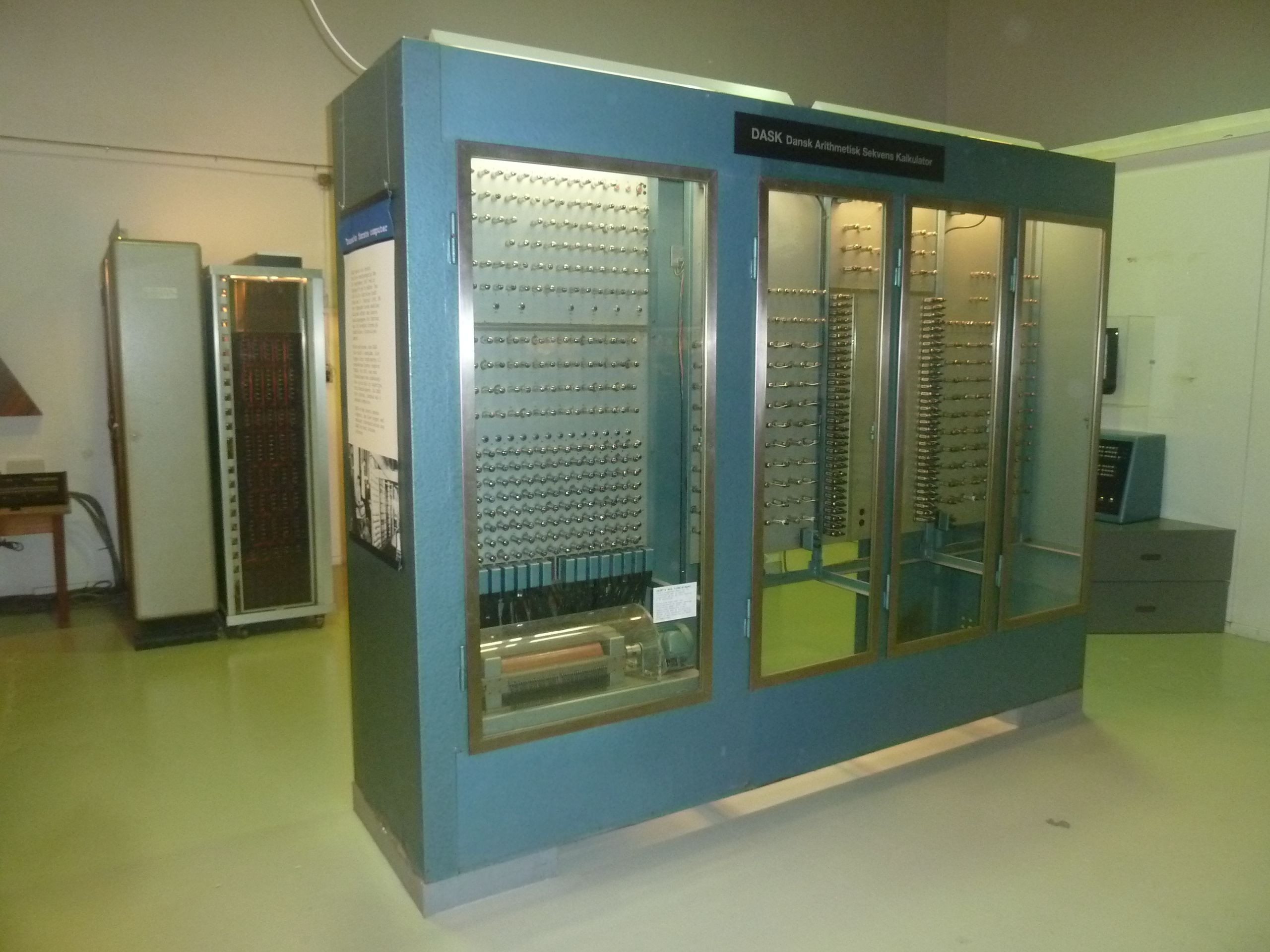
DASK in Danmarks Tekniske Museum.

DASK var den första datorn i Danmark. DASK är en förkortning av Dansk Aritmetisk Sekvenskalkulator.

## Historik
DASK byggdes och drevs av Regnecentralen. Arbetet påbörjades i april 1956 och datorn togs i drift 13 februari 1958. Ursprungligen var det meningen att DASK skulle baseras på den svenska datorn BESK, men planerna ändrades under arbetets gång, och den gjordes i stället kompatibel med SMIL i Lund. Ett av skälen till detta beslut var att man ansåg att DASK och SMIL tillsammans skulle täcka datorbehovet i Öresundsregionen för flera årtionden framåt.
Efterföljaren till DASK hette GIER.

## Teknisk konfiguration
DASK var elektronrörsbestyckad och vattenkyld. Den hade ett internminne om 1 024 ferritceller om 40 bitar vardera, som med nutida termiologi motsvarar 5 Kbyte. Så småningom blev detta otillräckligt, och man skaffade därför två trumminnen på tillsammans 40 kbyte. Som inorgan hade man en hålremsläsare, och som utorgan en hålremsskrivare och en elektrisk skrivmaskin (med typarmar). Det anskaffades också litet senare ett hålkortssystem med läsare och stans, men detta visade sig opålitligt och användes endast i nödfall. Mot slutet installerades även 4 bandstationer.

## Algol
I samband med att man installerade ett Read-only memory (det vill säga ett endast läsbart minne) med ett delvis sladdprogrammerat standardfunktionsbibliotek beslöt man att lägga upp en Algol-kompilator till BESK. Kompilatorn blev färdig i september 1961.